# Marion Lorblanchet
Marion Lorblanchet, née le 10 mai 1983 à Clermont-Ferrand, est une triathlète française, championne de France de triathlon et de cross triathlon.

## Biographie

### Carrière en triathlon
En 2002 elle remporte le titre de championne du monde juniors de triathlon (au Mexique à Cancún). En 2007, elle remporte le titre de championne de France. À partir de 2009, elle réoriente sa pratique vers le Cross triathlon en rejoignant le circuit XTerra (natation, VTT et Trail). Pour sa première participation, elle se classe sixième au championnat du monde Xterra à Hawaï, troisième en 2010, deuxième en 2011. En 2012, handicapée par une blessure récurrente (toute la saison) elle obtient la dixième place. Le 12 mai 2013, elle devient la première championne de France triathlon cross à Versailles.

### Vie privée et reconversion
En 2013, elle met un terme en cours de saison à sa carrière. À la suite de nombreux symptômes, une tumeur cérébrale lui est diagnostiquée. Son hospitalisation et des traitements importants lui permettent de se rétablir et de s'attacher au développement d'une nouvelle carrière professionnelle dans la filière de la nutrition et de la diététique. Pour accompagner cette transition, elle est inscrite sur la liste des triathlètes de haut niveau en catégorie : reconversion, de la Fédération Française de Triathlon.

## Palmarès
Le tableau présente les résultats les plus significatifs (podium) obtenus sur le circuit national et international de triathlon depuis 2002.
| Année | Compétition                                 | Pays             | Position      | Temps            |
| ----- | ------------------------------------------- | ---------------- | ------------- | ---------------- |
| 2013  | Championnats de France de triathlon cross   | France           |               | 1 h 48 min 15 s  |
| 2012  | Triathlon de Gérardmer                      | France           |               | 2 h 27 min 7 s   |
| 2011  | Triathlon de Gérardmer                      | France           |               | 2 h 27 min 39 s  |
| 2011  | Championnat du monde Xterra - Maui          | États-Unis       |               | 2 h 27 min 0 s   |
| 2011  | Championnat d'Europe de triathlon cross     | Hongrie          |               | 2 h 5 min 38 s   |
| 2011  | Xterra Europe Tour                          | Union européenne | Médaille d'or |                  |
| 2010  | Triathlon de Gérardmer                      | France           |               | 2 h 22 min 21 s  |
| 2010  | Championnat du monde Xterra - Maui          | États-Unis       |               | 3 h 6 min 11 s   |
| 2010  | Xterra Europe Tour                          | Union européenne | Médaille d'or |                  |
| 2010  | Xterra France                               | France           | Médaille d'or | 3 h 20 min 19 s  |
| 2009  | Ironman 70.3 Monaco                         | Monaco           |               | 4 h 51 min 59 s  |
| 2007  | Championnats de France                      | France           |               | 2 h 16 min 42 s  |
| 2006  | Championnats de France                      | France           |               | 2 h 8 min 51 s   |
| 2003  | Grand Prix de triathlon - Étape de La Baule | France           | Médaille d'or | Timing           |
| 2002  | 12e Étapes de Coupe du monde à Madeira      | Portugal         |               | 10 h 14 min 49 s |

## Voir Aussi